# パウンダル
パウンダル（poundal, 記号:pdl）は、FPS単位系（ヤード・ポンド法）の力の単位である。1877年に導入された。
1パウンダルは、「質量1ポンド(lb)の物体に1フィート毎秒毎秒(ft/s²)の加速度を生じさせる力」と定義されている。すなわち、国際単位系(SI)における力の単位であるニュートン、またはCGS単位系におけるダインの定義をヤード・ポンド法に置き換えたものである。
{\displaystyle 1\,{\text{pdl}}=1\,{\tfrac {{\text{lb}}_{m}\cdot {\text{ft}}}{{\text{s}}^{2}}}}
現在は、ポンド、フィートともSIの単位を元に定義されているため、1パウンダルは正確に0.138254954376 Nである。

## 背景
度量衡に力学の単位を導入するとき、ニュートンの運動方程式F = maにおける力と質量のどちらかの比例係数を取り除かなければならない。パウンダルは、力の単位の値を調整して比例係数を取り除いたものである。1ポンド（重量ポンド）の「力」は1ポンド（質量ポンド）の「質量」を32.174049 ft/s2（標準重力加速度g=9.80665 m/s2）の加速度で加速させる。ここで、加速度が1 ft/s2になるように力の単位の値を小さく調整したのがパウンダルである。よって、パウンダルの値は重量ポンドの1⁄g（約1⁄32）である。
例えば、1200パウンダルの力は、体重150ポンドの人を8フィート毎秒毎秒で加速させる。
{\displaystyle 150\,{\text{lb}}_{m}\cdot 8\,{\tfrac {\text{ft}}{{\text{s}}^{2}}}=1200\,{\text{pdl}}}
| 基本単位   | 力・長さ・時間  | 力・長さ・時間  | 重さ・長さ・時間   | 重さ・長さ・時間   | 質量・長さ・時間 | 質量・長さ・時間 | 質量・長さ・時間 | 質量・長さ・時間 |
| ---------- | --------------- | --------------- | ------------------ | ------------------ | ---------------- | ---------------- | ---------------- | ---------------- |
| 力 (F)     | F = m⋅a = w⋅a/g | F = m⋅a = w⋅a/g | F = m⋅a/gc = w⋅a/g | F = m⋅a/gc = w⋅a/g | F = m⋅a = w⋅a/g  | F = m⋅a = w⋅a/g  | F = m⋅a = w⋅a/g  | F = m⋅a = w⋅a/g  |
| 重さ (w)   | w = m⋅g         | w = m⋅g         | w = m⋅g/gc ≈ m     | w = m⋅g/gc ≈ m     | w = m⋅g          | w = m⋅g          | w = m⋅g          | w = m⋅g          |
| 単位系     | BG              | GM              | EE                 | M                  | AE               | CGS              | MTS              | SI(MKS)          |
| 加速度 (a) | ft/s2           | m/s2            | ft/s2              | m/s2               | ft/s2            | Gal              | m/s2             | m/s2             |
| 質量 (m)   | slug            | slug            | lbm                | kg                 | lb               | g                | t                | kg               |
| 力 (F)     | lb              | kgf             | lbF                | kgf                | pdl              | dyn              | sn               | N                |
| 圧力 (p)   | lb/in2          | at              | PSI                | atm                | pdl/ft2          | Ba               | pz               | Pa               |

力にパウンダル、質量にポンドを使用する単位系は、ポンドを力の単位（重量ポンド）として使用する別の単位系と対比される。その単位系では、質量の単位に（標準重力加速度gに由来する）約32の比例係数を含む。1重量ポンドの力は1ポンドの質量を約32フィート毎秒毎秒の加速度で加速させるが、ここで質量の単位を大きく調整すれば、加速度を1 ft/s2にすることができる。こうしてできた質量の単位がスラグである。1スラグは約32ポンドである。スラグと重量ポンドの単位系を用いると、上記の例は以下のように書き表される。
{\displaystyle 4.66\,{\text{slug}}\cdot 8\,{\tfrac {\text{ft}}{{\text{s}}^{2}}}=37.3\,{\text{lb}}_{F}}
注意: スラグ(32.174049 lbm)とパウンダル(1/32.174049 lbF)は、決して同じ単位系では使用されない。これらは、同じ問題に正反対の解決法で臨んだ結果生まれた単位である。
力や質量の単位を変えずに、加速度の単位を変えるアプローチもある。この場合、質量ポンドや重量ポンドという単位はそのまま使用し、「1重量ポンドの力は1ポンドの質量を標準重力加速度gで加速させる」とする。この単位系では、上記の例は以下のように書き表される。
{\displaystyle 150\,{\text{lb}}_{m}\cdot 0.249\,g=37.3\,{\text{lb}}_{F}}
力にパウンダル、質量にポンドを使う単位系（および、力に重量ポンド、質量にスラグを使う単位系）は、計測する場所の重力加速度の影響を受けないという長所がある。具体的には、月面や深宇宙においても、F = maは、pdl = lbm·ft/s2 あるいは lbF = slug·ft/s2となり、地球の重力加速度に依存する定数が避けられる。

## 換算
| |            | 変換後             | 変換後         | 変換後           | 変換後           | 変換後           |
| ニュートン（SI単位） N                                                                                 | ダイン dyn | 重量キログラム kgf | 重量ポンド lbf | パウンダル pdl   |                  |                  |
| --- | ---------- | ------------------ | -------------- | ---------------- | ---------------- | ---------------- |
| 変換前                                                                                                 | 1 N        | =1 kg·m/s2         | =105 dyn       | ≈0.10197 kgf     | ≈0.22481 lbf     | ≈7.2330 pdl      |
| 変換前                                                                                                 | 1 dyn      | =10−5 N            | =1 g·cm/s2     | ≈1.0197×10−6 kgf | ≈2.2481×10−6 lbf | ≈7.2330×10−5 pdl |
| 変換前                                                                                                 | 1 kgf      | =9.80665 N         | =980665 dyn    | =gn·(1 kg)       | ≈2.2046 lbf      | ≈70.932 pdl      |
| 変換前                                                                                                 | 1 lbf      | =4.4482216152605 N | ≈444822 dyn    | ≈0.45359 kgf     | =gn·(1 lb)       | ≈32.174 pdl      |
| 変換前                                                                                                 | 1 pdl      | =0.138254954376 N  | ≈13825 dyn     | ≈0.014098 kgf    | ≈0.031081 lbf    | =1 lb·ft/s2      |
| 重量ポンドの値は、公式には重量キログラムによって定義されている標準重力加速度 gn を用いて計算している。 |            |                    |                |                  |                  |                  |